# Fricativa velar sorda
La fricativa velar sorda es un sonido del habla humana presente en algunos idiomas. En español, puede encontrarse como realización del fonema /x/ que se representa con la letra j, y con la g cuando está ante las vocales i y e. Algunos ejemplos de palabras que incluyen este fonema son: jamón, gente, mejor, página, reloj, etc. En unos pocos casos este sonido se puede representar con la letra x, como en México, Oaxaca o Xerez. En español este sonido no va nunca seguido en la misma sílaba de consonante líquida (/l/ o /ɾ/); en cambio en serbocroata, entre otras lenguas, existen palabras como hrast, donde la "h" suena como "j" en español.
En el inglés, francés, portugués y otros idiomas que no poseen naturalmente este fonema, se suele representar con kh. Esto ha dado lugar a pronunciaciones como califa, del árabe خليفة, /xa.liː.fa(t)/.

## Símbolo
En el Alfabeto Fonético Internacional, la letra utilizada para este fonema es x, que proviene del alfabeto griego. Ejemplos: /xa'mon, 'xente, me'xor, 'paxina, re'lox, 'mexiko, wa'xaka/.
Ejemplos en otros idiomas:
- Alemán: kuchen [kuːxən]
- Portugués brasileño: rosa['xɔzə]
- Ruso: 	хороший/xoroshiy [xɐˈroʂɨj]
- Serbocroata: храст/hrast [xrast]

## Características
- Es una consonante fricativa, lo que significa que su sonido se produce por una turbulencia de aire.
- Es una consonante velar, lo que significa que se articula en el velo de la boca, en el mismo lugar donde se pronuncia el sonido de la k en español.
- Es una consonante sorda, lo que significa que las cuerdas vocales no vibran durante su pronunciación, por lo tanto todo su sonido es producido por la turbulencia del aire.
- El aire para pronunciar este fonema proviene directamente de los pulmones, ya que se trata de una consonante pulmonar, es decir, su sonido no es un clic ni se produce con aire almacenado en la boca.
- Es una consonante central, por lo que el aire pasa por encima de la lengua, más que por los lados.
- Es una consonante oral, por lo tanto, el aire sale por la boca, y no por la nariz.